# Décharge de Guiyu
La décharge de Guiyu, située à Guiyu dans la province de Guangdong en Chine est la plus grande décharge de déchets d'équipements électriques et électroniques sur Terre. La Chine est le plus grand récepteur de déchets électroniques, environ un million de tonnes y sont expédiées chaque année principalement depuis les États-Unis, le Canada, le Japon et la Corée du Sud. Les déchets arrivent par porte-conteneurs à travers le port de Hong Kong ou le delta de la rivière des Perles dans le district de Nanhai. De là, les déchets sont transportés par camion dans des décharges informelles. Guiyu commence à réceptionner des déchets électroniques vers 1995 et il est estimé qu'en 2005, 150 000 personnes y travaillent pour traiter quotidiennement 100 camions qui déchargent des déchets sur 52 km2. Guiyi est surnommé le Cimetière électronique.
Le gouvernement chinois adopte en 2018 une réglementation stricte, interdisant l’importation de déchets électroniques.

## Impacts sur la santé
La plupart des opérations de recyclage à Guiyu sont toxiques et dangereuses pour la santé des travailleurs. 88 % des travailleurs souffrent de problèmes neurologiques, respiratoires, digestifs ou de problèmes de peau. Les taux de fausses couches sont supérieurs à la moyenne. Les travailleurs cassent les composants électroniques à mains nues pour récupérer les composants réutilisables ou les métaux précieux comme l'or ou l'argent. Ils font également chauffer les circuits imprimés pour retirer les soudures, brûler les câbles et les plastiques pour accéder aux métaux comme le cuivre, et utilisent des acides très concentrés sur les rives des rivières pour extraire l'or des circuits imprimés. Les enfants sont exposés à la dioxine relâchée par les fumées, qui se fixe ensuite dans le sol, déjà saturé de plomb, de chrome, d'étain et d'autres métaux. L'eau n'est plus potable et est importée par camions. Le taux de plomb dans les sédiments est deux fois supérieur au taux de sécurité de l'Europe selon le Basel Action Network.
En analysant des prélèvements de poussière dans une boutique, des scientifiques ont estimé que la concentration de plomb et de cuivre est respectivement 371 et 115 fois plus élevée que dans des zones situées à 30 km de Guiyu. La même étude a montré que le taux de  biphényles polychlorés dans les sédiments de la rivière Lianjiang est trois fois plus élevé que la normale.

## Impacts économiques
La valeur des parties récupérables des composants électroniques de la décharge pousse les habitants pauvres d'autres régions à venir s'installer à Guiyu. Un travailleur gagne à la décharge environ 1,5 US$ par jour pour une journée de 16 heures.

## Impacts sur l'agriculture
L'agriculture à Guiyu, auparavant producteur de riz, n'est plus possible à cause de la pollution du sol et de l'eau.

## Couverture médiatique
Le premier document sur Guiyu date de décembre 2001 et consiste en un rapport et un documentaire, Exporting Harm, de l'ONG Basel Action Network. Les problématiques sanitaire et environnementale soulevées par ce documentaire et par des études scientifiques ont attiré l'attention d'organismes internationaux tels que Greenpeace et le Programme des Nations unies pour l'environnement. Le gouvernement chinois contrôle fermement l'exposition médiatique de Guiyu. Par exemple, les autorités chinoises ont tenté de confisquer les enregistrements des journalistes de 60 Minutes qui tournaient un reportage (diffusé en novembre 2008) sur les envois illégaux de déchets depuis les États-Unis vers Guiyu. Greenpeace communique sur l'impact écologique du recyclage à Guiyu en construisant par exemple une statue à partir de déchets ramenés de Guiyu ou en déversant un camion de déchets de Guiyu devant le siège d'Hewlett Packard. Greenpeace a fait du lobbying auprès des entreprises d'électroniques pour qu'elles arrêtent d'utiliser des substances toxiques dans leurs produits.
La décharge de Guiyu est également le lieu de l'action du roman d'anticipation L'Île de Silicium, de l'auteur chinois Chen Qiufan (en).